# Adolf Pansch
Adolf Pansch (Eutin, 2 mars 1841-Fœrde de Kiel, 14 août 1887), est un anatomiste et naturaliste allemand. 

## Biographie
Dès 1860, il étudie la médecine et les sciences naturelles à Berlin et à Heidelberg puis de 1862 à 1864, la médecine à Berlin et à Halle. Après l'obtention de son diplôme, il devient prosecteur au musée anatomique de l'Université de Kiel où, en 1866, il commence à enseigner la faculté de médecine. 
En 1869-1870, il participe à la deuxième expédition polaire allemande au pôle Nord, à propos de laquelle il publie à son retour des travaux sur l'histoire naturelle de l'Arctique.
Il devient en 1874 professeur agrégé à l'Université de Kiel et meurt à 46 ans lors d'une excursion en bateau à voile dans le Fœrde de Kiel. 
Son nom est associé à la Fissure de Pansch, décrivant une fissure cérébrale s'étalant de l'extrémité inférieure du sillon central jusqu'à la fin du lobe occipital.

## Publications
- De pyorrhoea alveolari seu gingivitide expulsiva, thèse, 1864
- De sulcis et gyris in cerebris simiarum et hominum, 1866
- Einige Bemerkungen über das Klima Pflanzen- und Thierleben auf Ostgrönland, 1871 (Commentaires sur le climat, les plantes et la vie des animaux de l'Est du Groenland)
- Winter- und Sommerleben auf der deutschen Nordpolarfahrt, 1871 (L'hiver et la vie estivale de l'expédition allemande au Pôle Nord)
- Klima und Pflanzenleben auf Ostgrönland, 1874
- Beiträge zur Morphologie des Grosshirns der Säugethiere, 1879
- Grundriss der Anatomie des Menschen, 1881
- Anatomische Vorlesungen für Aerzte und ältere Studirende, 1884